# Dr. 90210
Dr. 90210 (en français Dr Beverly Hills) est une série de télé réalité américaine diffusé sur E! / Style Network du 11 juillet 2004 au 13 octobre 2008.
La série est sur le monde de la chirurgie plastique dans un riche quartier de Beverly Hills à Los Angeles en Californie.
La série a été lancée aux États-Unis en 2004. Dr. 90210 doit son nom au code ZIP de Beverly Hills, familier aux téléspectateurs habitués du feuilleton télévisé Beverly Hills 90210 souvent abrégé Beverly Hills. La série s'inspire de Nip/Tuck (2003).

## Docteurs participants à l'émission
- Dr. Robert Rey
- Dr. Gary Alter
- Dr. Jason Diamond
- Dr. Linda Li
- Dr. Will Kirby
- Dr. Gary Motykie

## Stars participants à l'émission
- Jessica Diamond
- Jennifer Sciole
- Sean Michael Arthur
- Adrienne Maloof-Nassif
- Steve Haworth
- Angelique Morgan
- Vanessa Lane
- Tabitha Stevens
- Emma Roberts